# 湿巾

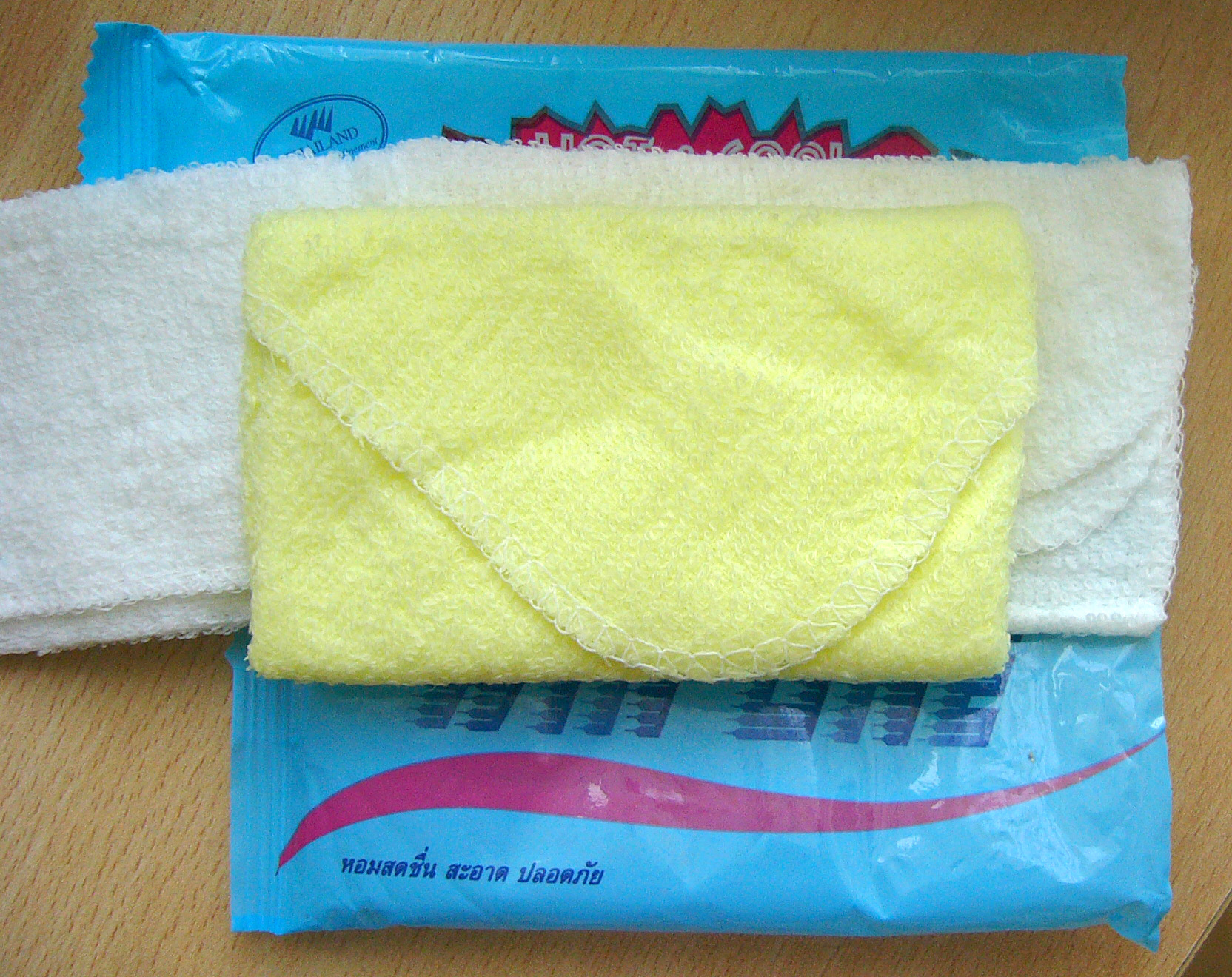
濕巾

濕巾又名湿纸巾，是種濕潤的不織布，所以濕巾遇水後不易被破壞。濕巾的外形類似紙巾，用完即棄。通常濕巾浸過火酒或者消毒藥水，以便能將物體擦拭乾淨，同時又能殺菌。濕巾用完後不能直接扔進廁所，以免堵塞廁所。